# Xanthorhoe acutata
Xanthorhoe acutata là một loài bướm đêm trong họ Geometridae.